# Новое Урметьево
Но́вое Урме́тьево (чув. Ҫӗнӗ Уҫтимел) — деревня в Челно-Вершинском районе Самарской области в составе сельского поселения Чувашское Урметьево.

## География
Находится на расстоянии примерно 12 километров по прямой на восток от районного центра села Челно-Вершины.

## История
Основан в 1760 годах чувашами и мордвой из села Старое Урметьево (ныне Чувашское Урметьево). 

## Население
Постоянное население составляло 12 человек (мордва 83%) в 2002 году, 8 в 2010 году.